# Seleção Colombiana de Voleibol Masculino Sub-19
A Seleção Argentina de Voleibol Masculino Sub-19, também conhecida como Argentina Sub-19, é a seleção argentina de voleibol formada por jogadores com idade inferior a 19 anos. A equipe é mantida pela Federação Colombiana de Voleibol (FCV) e encontra-se na 12ª posição do ranking mundial da FIVB segundo dados de 4 de setembro de 2024.

## Resultados

### Campeonato Mundial
| Campeonato Mundial Sub-19 | Campeonato Mundial Sub-19 | Campeonato Mundial Sub-19 |
| Ano                       | Sede                      | Classificação             |
| ------------------------- | ------------------------- | ------------------------- |
| 2019                      | Tunes                     | 20º                       |
| 2021                      | Teerã                     | 15º                       |
| 2023                      | San Juan                  | 14º                       |
| 2025                      | Tasquente                 | 19º                       |

### Campeonato Sul-Americano
| Campeonato Sul-Americano Sub-19 | Campeonato Sul-Americano Sub-19 | Campeonato Sul-Americano Sub-19 |
| Ano                             | Sede                            | Classificação                   |
| ------------------------------- | ------------------------------- | ------------------------------- |
| 1984                            | Santiago                        | Desistiu                        |
| 1986                            | Lima                            | 4º                              |
| 1992                            | Valencia                        | 3º                              |
| 1996                            | Assunção                        | 3º                              |
| 1998                            | Quito                           | 3º                              |
| 2000                            | Neuquén                         | 4º                              |
| 2002                            | Santiago                        | 5º                              |
| 2004                            | Cáli                            | 3º                              |
| 2008                            | Poços de Caldas                 | 5º                              |
| 2010                            | La Guaira                       | 4º                              |
| 2012                            | Santiago                        | 5º                              |
| 2014                            | Paipa                           | 4º                              |
| 2016                            | Lima                            | 3º                              |
| 2018                            | Sopó                            | 3º                              |
| 2022                            | Araguari                        | 3º                              |
| 2024                            | Araguari                        | 3º                              |

### Copa Pan-Americana
Sem participação até o momento